# Montabunus foliorum
Montabunus
Genre
Espèce
Montabunus foliorum, unique représentant du genre Montabunus, est une espèce d'opilions laniatores de la famille des Stygnopsidae.

## Distribution
Cette espèce est endémique du Nuevo León au Mexique. Elle se rencontre vers San Pedro Garza García.

## Description
Le mâle holotype mesure 2,4 mm et la femelle paratype 2,6 mm.

## Publication originale
- Goodnight & Goodnight, 1945 : « Additional Phalangida from Mexico. » American Museum Novitates, no 1281, p. 1–17 (texte intégral).